# 連祷

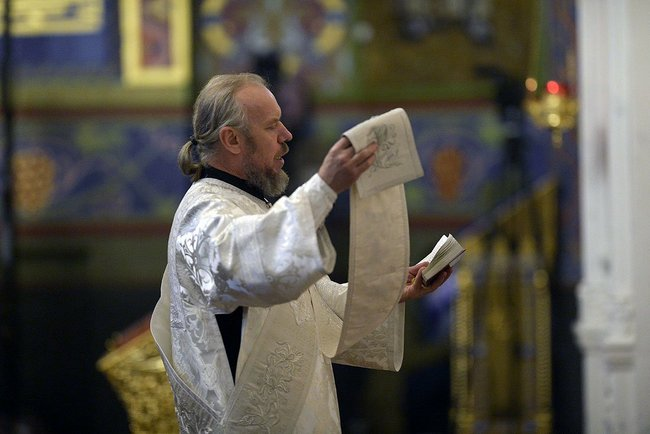
ソチのオリンピック公園の隣に建てられた、「救世主ハリストス自印聖像聖堂」での降誕祭で、連祷のうち輔祭が唱える祈祷文を朗誦する輔祭（2014年1月7日）。ステハリ、オラリ、ポルーチを着用している。

連祷（れんとう、ギリシア語: ἐκτένεια, ロシア語: Ектения, 英語: Ektenia）とは、正教会における公祈祷（礼拝）の重要な構成要素の一つ。
輔祭（輔祭がいない場合は司祭）と詠隊（聖歌隊）が歌い交わす形式を採る。

## 名称・概要
正教会での連祷も「Litany」（リタニ）と表記される事はあるが、「Ektenia」と表記される事が多い。ロシア語（「Ектения」）やポーランド語（「Ektenia」）にみられるように、海外では正教会の連祷の事はまず「エクテニア」系の呼称が用いられる。但し、日本正教会で「エクテニア」等の片仮名表記が用いられる事はまず無い。
輔祭が祈願を読み上げ、詠隊がそれに対して「主、憐れめよ」「主憐れめ、主憐れめ、主憐れめよ」「主、賜えよ」「主、爾に」などと答える形である。いずれの連祷も「主、爾に」と「アミン」（アーメン）の答えで締めくくられるのは同じである。
連祷には以下の種類がある（他にも様々なものがある）。同じ「大連祷」でも聖体礼儀・パニヒダ・埋葬式・モレーベンなどの各種奉神礼のそれぞれに、輔祭による朗誦部分の文言に違いがあり、細かく異なる文言のパターンが存在する。
- 大連祷 - 公祈祷の冒頭に置かれる事の多い、「主、憐れめよ」で詠隊が答える。長い連祷。
- 小連祷 - 公祈祷の随所に挿入されている、「主、憐れめよ」で詠隊が答える。最短の連祷。
- 重連祷 - 「主憐れめ、主憐れめ、主憐れめよ」と詠隊が3回答える、熱切な連祷。
- 増連祷 - 「主、憐れめよ」のほかに「主、賜えよ」と詠隊が答える形式。
- 死者の為の連祷 - パニヒダのほか、聖体礼儀でも挿入される。永眠者の為の連祷とも。「主憐れめ、主憐れめ、主憐れめよ」、「主、賜えよ」と詠隊が答える。
- 晩課のリティヤの連祷 - 晩課中にリティヤが行われる時に挿入される連祷。輔祭朗誦に対し詠隊が40回(30回、50回の指定もある)の「主、憐れめ」（結びは「主、憐れめよ」）で答える。但し殆どの場合は12回に短縮されている。

## 聖歌としての連祷
連祷は正教会の祈祷の重要な構成要素である。全ての公祈祷・奉神礼において連祷が含まれていないものは存在しない。詠隊と輔祭が交互に歌い交わす形式で行われることから、聖歌としても特色ある伝統が各地に成立していくこととなった。

### ギリシャ系正教会
輔祭の祈願朗誦に対し、Κύριε ἐλέησον.（キリエ・エレイソン「主、憐れめよ」）、Παράσχου Κύριε.（パラスフ・キリエ「主、賜えよ」）、Σοὶ Κύριε.（シ・キリエ「主、爾に」）、Ἀμήν.（アミン：アーメンの現代ギリシャ語読み）などといった言葉で応える（ギリシャ語の場合）。
伝統的に多彩な旋律で歌われている。但し、他の聖歌と同様、スラヴ系正教会のような和声づけはギリシャ系正教会では行われておらず、「イソン」と呼ばれる持続低音がハミングされるか同じ祈祷文で付けられるかするのみである。
なおこのギリシャ系聖歌の伝統の影響は、非ギリシャ系正教会ではあるがバルカン半島にあって地域的に隣接している南スラヴ系のブルガリア正教会・セルビア正教会や、非ギリシャ系かつ非スラヴ系のルーマニア正教会にもみられる。

### スラヴ系正教会
輔祭の祈願朗誦に対し、 Господи, помилуй.（ゴースポジ・ポミールイ「主、憐れめよ」）、Подай Господи.（ポダーイ・ゴースポジ「主、賜えよ」）、Тебе, Господи.（チェベ・ゴースポジ「主、爾に」）、Аминь.（アミン）などといった言葉で応える（教会スラヴ語の場合）。
音楽的に単純な旋律で歌われる事が大半であり、中規模以上の専任の聖歌隊が具えられている教会以外では複雑な旋律・和声が付けられる事はあまり無いが、キエフ調、ヴァラーム調、ヴィーレンスカヤといった、独特の伝統的旋律・和声付けは存在しており、これらが部分的に各種奉神礼で実際に使用される事はある。また、ロシア正教会・ウクライナ正教会・ブルガリア正教会・セルビア正教会といったスラヴ系正教会では、作曲家が連祷を作曲する事も多い。
全種類の聖体礼儀、結婚式、パニヒダ、埋葬式、その他の諸祈祷も含めた全ての公祈祷・奉神礼で、連祷が含まれないものは存在しないため、まとまった量の正教会の聖歌作曲を行った作曲家は、ほぼ例外なく連祷にも作曲を行っている。
但し連祷単体に作曲を行うというよりは、それが含まれる奉神礼の一環として作曲を行っているケースが多い。従って、「正教会の連祷を作曲した著名な聖歌作曲家」をリストアップしたものは、「著名な正教会の聖歌作曲家のリスト」とほぼ同じ意味合いのものとなる。

#### スラヴ系正教会で連祷を作曲した著名な作曲家
※《》内は活躍した（している）正教会
- ドミトリー・ボルトニャンスキー - (1751年10月28日 - 1825年10月10日)《ロシア正教会》
- ピョートル・チャイコフスキー - (1840年5月7日(ユリウス暦では4月25日) - 1893年11月6日(ユリウス暦10月25日)《ロシア正教会》
- ニコライ・リムスキー＝コルサコフ - (1844年3月18日 - 1908年6月21日)《ロシア正教会》
- アレクサンドル・アルハンゲルスキー - (1846年 - 1924年)《ロシア正教会》
- ミハイル・イッポリトフ＝イワノフ - (1859年11月19日 - 1935年1月28日)《ロシア正教会》
- シュテファン・モクラーニャッツ - (1856年-1914年)《セルビア正教会》
- アレクサンドル・グレチャニノフ - (1864年10月25日 モスクワ - 1956年1月3日 ニューヨーク)《ロシア正教会・アメリカ正教会》
- セルゲイ・ラフマニノフ - (1873年4月1日（当時ロシアで用いられていたユリウス暦では3月20日） - 1943年3月28日)《ロシア正教会》
- ニコライ・チェレプニン - (1873年5月3日 サンクトペテルブルク - 1945年6月27日 パリ）《ロシア正教会》
- パーヴェル・チェスノコフ - (1877年 - 1944年亡命せずソ連で永眠)《ロシア正教会》
- ステヴァン・フリスティッチ(1885年6月19日 - 1958年8月21日) - 《セルビア正教会》
- イラリオン・アルフェエフ府主教 - (1966年7月24日 モスクワ - )《ロシア正教会》

### 日本正教会
日本正教会はロシア正教会からの伝道を受けた経緯から聖歌についてもスラヴ系正教会の伝統を引き継ぎ、連祷を単調な旋律と和声で歌う伝統を概ね維持している。但しニコライ堂では一部においてアレクサンドル・アルハンゲルスキーやパーヴェル・チェスノコフの作曲によるものが取り上げられたり、横浜ハリストス正教会や名古屋ハリストス正教会においてはルーマニア正教会の連祷が日本語訳されて歌われたりするなど、若干多様化していく変化の兆候がみられる。また、歌唱に使われるのは殆ど日本語である（都市圏の教会では外国人が参祷している場合にスラヴ語等を用いる場合があるが、極めて稀である）。

### その他の地域の正教会で連祷を作曲した著名な作曲家
- ゲオルク・クク - (1882年 - 1932年)《ルーマニア正教会》
- ザカリア・パリアシュヴィリ - (1871年8月16日 クタイシ - 1933年10月6日 トビリシ)《グルジア正教会》